# Bernd Henn
Bernd Henn (* 18. Juni 1946 in Göttingen) ist ein ehemaliger deutscher Politiker (SPD, PDS, Die Linke).

## Leben
Henn war von Beruf Radio- und Fernsehtechniker, Lehrer sowie Gewerkschaftsfunktionär. Von 1969 bis 1990 war er Mitglied der SPD, danach trat er der PDS bei. Henn wurde 1990 über die Landesliste der PDS in Sachsen-Anhalt in den Deutschen Bundestag gewählt, dem er bis 1994 angehörte. Er verließ im Oktober 1991 die PDS/LL-Fraktion und war damit zwischenzeitlich fraktionslos, ehe er sich Anfang 1993 der Fraktion wieder anschloss.